# Euphyia ebuleata
Euphyia ebuleata là một loài bướm đêm thuộc họ Geometridae.